# Aiguille Verte
La Aiguille Verte es un afilado pico situado en la parte septentrional del macizo del Mont Blanc (Francia), en la cadena que toma su nombre. Tiene una altura de 4.122 metros o, según otras fuentes, 4.121 m. Forma parte de la arista que hace de separación entre Argentière y Vallée Blanche. 
Es una de las 82 cimas que superan los 4.000 metros incluidas en la lista oficial de los Alpes: los 4000 de los Alpes. Su nombre deriva del color verde-azul con el que se tiñe el hielo que recubre la cima, cuando el sol ilumina el perfil.
Se articula en tres vertientes:
- La vertiente sur, en la cual pasa la vía de ascenso normal, esto es el corredor Whymper;
- La vertiente Mont-Blanc, que domina el valle de Chamonix;
- La vertiente norte, o vertiente del Argentière, en la cual pasa el corredor Couturier.

## Ascensiones
Está considerada uno de los cuatro miles más difíciles de los Alpes, puesto que no tiene ninguna vía con gradación inferior a MD y los itinerarios glaciales son lo suficientemente derechos y sostenidos para merecer también esta calificación.
La primera ascensión data fue realizada por Edward Whymper, Christian Almer y Franz Biner el 29 de junio de 1865. El itinerario elegido –un corredor de nieve que sube desde la base de la montaña a la arista terminal– se denominará a partir de aquel momento Corredor Whymper. Es un recorrido largo, puesto que supera unos 1.400 metros de desnivel, y difícil, puesto que empieza con una inclinación de unos 45 grados y llega hasta los 55. Justo es decir que esta última parte de más pendiente la evitaron Whymper y sus compañeros en aquella primera subida, saliendo hacia su derecha, a un terreno mixto de nieve y roca.
Indudablemente, el precario material de la época (botas con suela de cuero claveteada y crampones de artesanía) añadía un grado a la dificultad –ya considerable– de una pendiente tan expuesta.
Sea cómo sea, el éxito logrado por Whymper en esta empresa fue determinante para otorgarle la convicción personal y el prestigio que le permitiría –dos semanas después– organizar el asalto victorioso al más codiciado de los trofeos alpinos en aquella época: el Cervino.
Esta arista sería considerada durante más de cincuenta años como la única vía posible de subir la Verte. No es hasta 1925 que se completa el recorrido de la arista de los Grands Montets, un recorrido mixto de nieve y roca accesible desde la Petite Verte.
En 1926 se abriría una nueva vía de escalada, desde el refugio de la Charpoua, base también de las ascensiones a los Drus. Esta vía remonta la arista sin nombre hasta la cumbre de la Verte.
En 1932 un nuevo itinerario glacial es abierto por M. Couturier, A. Charlet y J. Simond, desde el nevero de Argentière, en la vertiente opuesta de la montaña. Son mil metros de desnivel con una inclinación estimada de 45 a 55 grados. Naturalmente recibiría el nombre de corredor Couturier, y es actualmente la vía más frecuentada.
Finalmente, en 1935, cuando ya parecía que esta montaña había rendido todos sus secretos, una nueva vía, austera, sin sol, pero de gran belleza, fue abierta por su cara más sombría: el Nant Blanc, lo que supondría el preludio a una serie de conquistas de gran dificultad en los Alpes y que se extenderían rápidamente a todas las montañas del mundo.

## Clasificación SOIUSA
Según la clasificación SOIUSA, la Aiguille Verte pertenece:
- Gran parte: Alpes occidentales
- Gran sector: Alpes del noroeste
- Sección: Alpes Grayos
- Subsección: Alpes del Mont Blanc
- Supergrupo: Macizo del Mont Blanc
- Grupo: Cadena de la Aiguille Verte
- Subgrupo: Grupo Aiguille Verte-Aiguilles du Dru
- Código: I/B-7.V-B.5.c/a